# Cohors II Cantabrorum

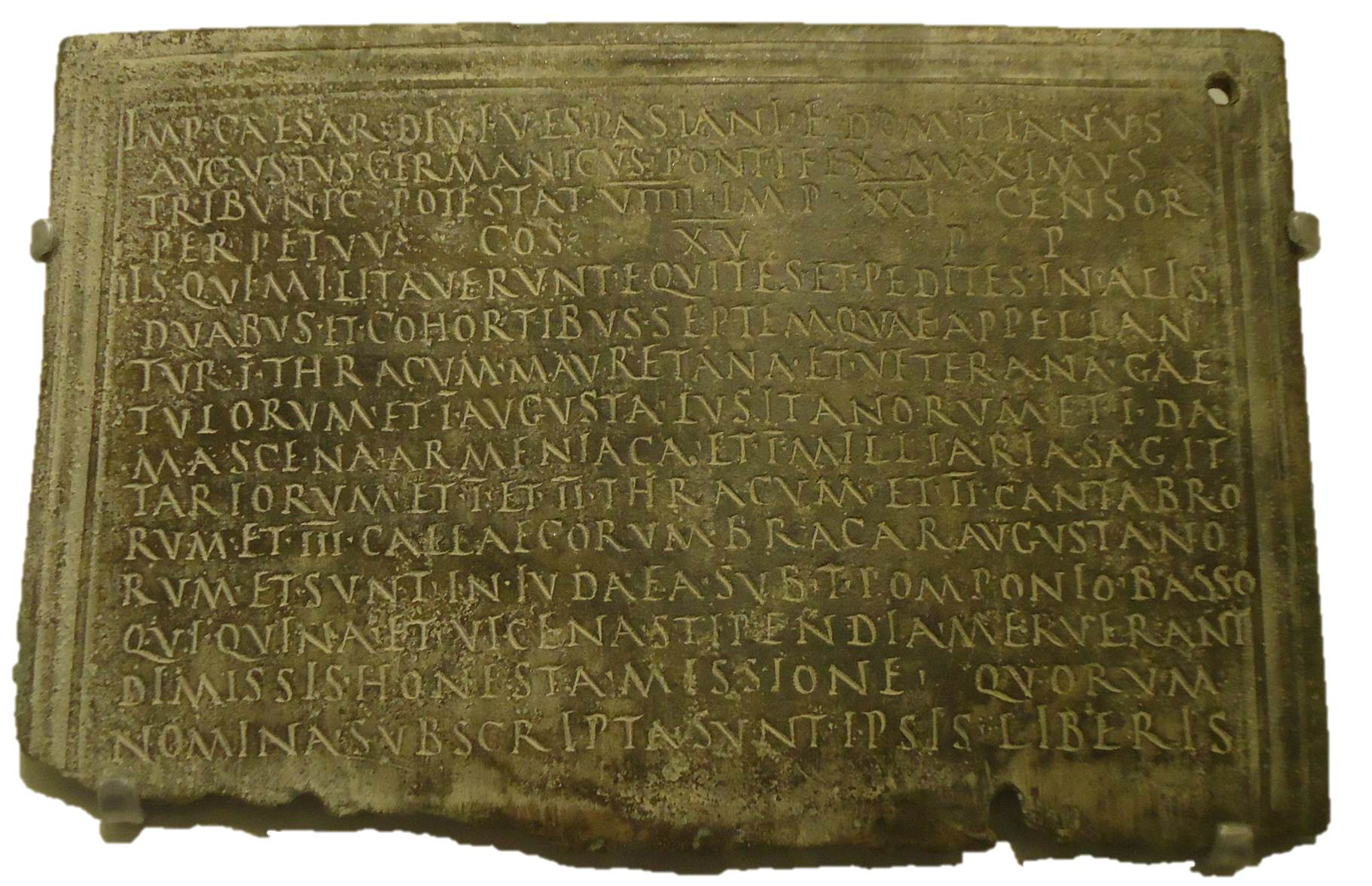
Das Militärdiplom des Jahres 90

Die Cohors II Cantabrorum (deutsch 2. Kohorte der Cantabrer) war eine römische Auxiliareinheit. Sie ist durch Militärdiplome belegt.

## Namensbestandteile
- Cohors: Die Kohorte war eine Infanterieeinheit der Auxiliartruppen in der römischen Armee.

- II: Die römische Zahl steht für die Ordnungszahl die zweite (lateinisch secunda). Daher wird der Name dieser Militäreinheit als Cohors secunda .. ausgesprochen.

- Cantabrorum: der Cantabrer. Die Soldaten der Kohorte wurden bei Aufstellung der Einheit aus dem Volk der Cantabrer auf dem Gebiet des conventus Cluniensis (mit der Hauptstadt Clunia) rekrutiert.[1]

Da es keine Hinweise auf die Namenszusätze milliaria (1000 Mann) und equitata (teilberitten) gibt, ist davon auszugehen, dass es sich um eine Cohors quingenaria peditata, eine reine Infanterie-Kohorte, handelt. Die Sollstärke der Einheit lag bei 480 Mann, bestehend aus 6 Centurien mit jeweils 80 Mann.

## Geschichte
Die Kohorte war in der Provinz Iudaea stationiert. Sie ist auf Militärdiplomen für die Jahre 86 bis 90 n. Chr. aufgeführt.
Die Einheit wurde vermutlich um 61/65 im Zusammenhang mit dem Partherkrieg des Gnaeus Domitius Corbulo aufgestellt. Sie nahm wahrscheinlich um 66/70 an der Niederschlagung des jüdischen Aufstands (siehe Jüdischer Krieg) teil und verblieb danach in der Provinz. Der erste Nachweis der Einheit in Iudaea beruht auf einem Diplom, das auf 86 datiert ist. In dem Diplom wird die Kohorte als Teil der Truppen (siehe Römische Streitkräfte in Iudaea) aufgeführt, die in der Provinz stationiert waren. Weitere Diplome, die auf 87 bis 90 datiert sind, belegen die Einheit in derselben Provinz.

## Standorte
Standorte der Kohorte sind nicht bekannt.

## Angehörige der Kohorte
Angehörige der Kohorte sind nicht bekannt.